# Anguilla bicolor bicolor
Anguilla bicolor bicolor is een ondersoort van de straalvinnige vissen uit de familie van de echte palingen (Anguillidae). De wetenschappelijke naam van de soort is voor het eerst geldig gepubliceerd in 1844 door McClelland.